# 2 Unlimited
2 Unlimited — сформированная в 1991 году бельгийско-нидерландская евродэнс-группа.

## История
Проект был задуман бельгийскими продюсерами Жан-Полем Де Костером (Jean-Paul DeCoster) и Филом Вильде (Phil Wilde) и получил мировую известность с исполнителями Рэем Слейнгардом (Raymond Lotar Slijngaard) и Анитой Дот). За 5 лет выступлений 2 Unlimited снискала мировой успех: 16 хитов группы (включая «Get Ready for This», «Twilight Zone», «No Limit», «Tribal Dance» и «Let the Beat Control Your Body») попадали в чарты разных стран, а общий тираж дисков группы превысил 18 миллионов.
В 1996 году группу покинули оба участника. В 1998 году второй состав не снискал былой славы и популярности, и в 1999 году проект был закрыт.
11 апреля 2009 года Рэй Слейнгард и Анита Дот впервые за 13 лет вместе выступили на концерте «Я люблю 90-е» («I Love The 90s»), прошедшем в бельгийском городе Хасселт. В январе 2010 года они записали сингл «In Da Name of Love», а в 2011 — «Nothing 2 Lose» (саундтрек к боевику «Мрачный Амстердам») — и выпустили их под именем Ray & Anita. 11 июля 2012 года было объявлено о том, что Ray & Anita вновь будут работать с Де Костером, под прежним названием 2 Unlimited.
В 2010 году Аните диагностировали рак груди, но она продолжила выступать с Рэем, насколько это было возможно. В 2011 году после курсов химиотерапии болезнь отступила.
В 2013 и 2014 годах 2 Unlimited дали серию сольных концертов, а также приняли участие в фестивале Acceleration 2014, который включает в себя авто- и мотогонки, совмещённые с концертными выступлениями, а также на «Супердискотеке 90-х» в России.
C 2016 года в дуэте новая вокалистка Kim Vergouwen. Анита Дот уходит, чтобы улучшить состояние здоровья и заняться сольным творчеством.
9 августа 2020 года 2 Unlimited выступили на третьем ежегодном фестивале танцевальной музыки в Кельце, Польша.
В конце 2021 года Ким Вергоувен уходит из группы. На смену ей пришла Голландская певица Мишель Карамат Али, более известная как Michele.

## Дискография
| Альбомы - 1992 — Get Ready! - 1993 — No Limits! - 1994 — Real Things - 1998 — II Сборники - 1995 — Hits Unlimited - 2004 — The Complete History - 2006 — The Hits Альбомы ремиксов - 1993 — Power Tracks - 1998 — Non-Stop Mix Best - 2001 — Greatest Hits Remixes - 2003 — Trance Remixes - 2006 — Greatest Remix Hits | Синглы - «Get Ready for This» (1991) - «Twilight Zone» (1992) - «Workaholic» (1992) - «The Magic Friend» (1992) - «No Limit» (1993) - «Tribal Dance» (1993) - «Faces» (1993) - «Break the Chain» (1993) - «Maximum Overdrive» (1993) - «Where are You Now» (1993, 7", Promo) - «Let the Beat Control Your Body» (1994) - «The Real Thing» (1994) - «Here I Go» (1995) - «No One» (1995) - «Nothing Like the Rain» (1995) - «Do What’s Good For Me» (1995) - «Kids Like You and Me» (1995) - «Jump For Joy» (1996) - «Spread Your Love» (1996) - «Wanna Get Up» (1998) - «The Edge of Heaven» (1998) - «Never Surrender» (1998) - «Closer 2 U» (1999) - Ray & Anita — «In Da Name of Love» (2010) - Ray & Anita — «Nothing 2 Lose» (2011) |

## VHS & DVD
- Get Ready! The Videos! (1992)
- No Limits! The Videos! (1993)
- Megahits Video (1993)
- Beyond Limits (1994)
- Hits Unlimited (1995)
- The Complete History (2004)
- Hits Unlimited — The Videos (2004)
- Greatest Remix Hits (2006)